# Liste antiker Ortsnamen und geographischer Bezeichnungen/Od
| Lateinischer Name | Griechischer Name | Beschreibung                               | Heute              | Quellen und Verweise | Lage |
| ----------------- | ----------------- | ------------------------------------------ | ------------------ | -------------------- | ---- |
| Odessus           |                   | Stadt an der Westküste des Pontos Euxeinos | Warna in Bulgarien | Smith;               |      |
| Odomanti          |                   |                                            |                    | Smith;               |      |
| Odomantis         |                   |                                            |                    | Smith;               |      |
| Odrysae           |                   |                                            |                    | Smith;               |      |
| Odrysus           |                   |                                            |                    | Smith;               |      |
| Odysseia          |                   |                                            |                    | Smith;               |      |